# Wasserverband Siegen-Wittgenstein
Der Wasserverband Siegen Wittgenstein (WVS) (gegründet als Wasserverband Siegerland) ist ein Wasser- und Bodenverband. Seine Mitglieder sind im Verbandsgebiet die Kommunen und Kreise. Er sorgt für die Bereitstellung von Trinkwasser und den Hochwasserschutz.

## Gründung und Geschichte
Der WVS wurde am 9. September 1953 als Wasserverband Siegerland aufgrund einer Wasserknappheit im Siegerland gegründet. Zunächst erstreckte er sich auf den Raum Hilchenbach-Kreuztal-Freudenberg. Die erste Aufgabe des Verbandes war der Bau der Breitenbachtalsperre bei Hilchenbach mit dazugehörigem Transportleistungsnetz. Der steigende Wasserbedarf sowie die Trockenjahre 1957 und 1959 machten klar, dass eine sichere Trinkwasserversorgung nur großräumig möglich war. Daher traten bis zum Ende der 1960er Jahre auch die üblichen Kommunen des damaligen Kreises Siegen dem Wasserverband bei. 1972 wurde dann die Obernautalsperre in Betrieb genommen. 1972/73 schlossen sich die Städte Bad Laasphe, Bad Berleburg und der Wasserbeschaffungsverband Erndtebrück dem WVS (Wasserverband Siegen-Wittgenstein) an. Mit der Gebietsreform 1975 wurde das Versorgungsgebiet des WVS schließlich deckungsgleich mit dem Kreis Siegen-Wittgenstein, zudem versorgt er Breidenbach, Biedenkopf und Hatzfeld (Eder) in Hessen mit Wasser. Im Jahre 2001 wurde der Name des Verbandes in Wasserverband Siegen-Wittgenstein geändert. Neben den Talsperren und der Aufbereitungsanlage in Dreis-Tiefenbach, sowie mehreren Pumpwerken und Hochbehältern, betreibt der Wasserverband auch Wassergewinnungsanlagen, welche teilweise noch bis in die 1970er Jahre von den Mitgliedsgemeinden selbst betrieben wurden.

## Verbandsgebiet
Das Verbandsgebiet umfasst den in Nordrhein-Westfalen gelegenen Kreis Siegen-Wittgenstein sowie die Stadt Biedenkopf und die Gemeinde Breidenbach im benachbarten Hessen. Von den rund 16 Millionen Kubikmetern Wasser, die in Siegen-Wittgenstein jährlich benötigt werden, werden ca. 85 Prozent aus den beiden Talsperren im Kreisgebiet bereitgestellt, der Rest wird aus Grundwasser gewonnen.

## Trinkwassergewinnungsanlagen
Der Wasserverband Siegen-Wittgenstein betreibt zur Trinkwassergewinnung die zwei Talsperren
- Obernautalsperre (14,9 Millionen Kubikmeter) und
- Breitenbachtalsperre (8,1 Millionen Kubikmeter).

Zudem werden einige Weiher, wie der Obernauweiher und auch die Vorstaubecken von ihm betrieben und gewartet.
Westlich von Hesselbach befindet sich eine weitere Gewinnungsanlage. Diese nutzt den Ludwigstollen der Grube Gonderbach zur Trinkwassergewinnung.